# Paraphysodeutera
Paraphysodeutera is een geslacht van kevers uit de familie van de loopkevers (Carabidae). De wetenschappelijke naam van het geslacht is voor het eerst geldig gepubliceerd in 2002 door J.Moravec.

## Soorten
Het geslacht Paraphysodeutera omvat de volgende soorten:
- Paraphysodeutera kamilmoraveci J.Moravec, 2004
- Paraphysodeutera naviauxi J.Moravec, 2002